# Målskog
Målskog is een plaats in de gemeente Gnosjö in het landschap Småland en de provincie Jönköpings län in Zweden. De plaats heeft 60 inwoners (2000) en een oppervlakte van 18 hectare.